# Bantice
Obec Bantice (něm. Panditz) se nachází v okrese Znojmo v Jihomoravském kraji. Žije zde 291 obyvatel. Leží asi 12 kilometrů východně od Znojma, 48 kilometrů jihozápadně od Brna a 185 kilometrů jihovýchodně od Prahy.

## Název
Název vesnice byl původně pojmenováním jejích obyvatel. Výchozí tvar Bantici byl odvozen od osobního jména Banta a znamenal "Bantovi lidé".

## Historie
První písemná zmínka o obci pochází z roku 1046.
Právo užívat znak a vlajku bylo obci uděleno rozhodnutím Poslanecké sněmovny Parlamentu České republiky dne 12. května 2016.

## Obyvatelstvo
| Rok            | 1869 | 1880 | 1890 | 1900 | 1910 | 1921 | 1930 | 1950 | 1961 | 1970 | 1980 | 1991 | 2001 | 2011 | 2021 |
| -------------- | ---- | ---- | ---- | ---- | ---- | ---- | ---- | ---- | ---- | ---- | ---- | ---- | ---- | ---- | ---- |
| Počet obyvatel | 323  | 305  | 336  | 372  | 373  | 389  | 390  | 309  | 341  | 283  | 225  | 194  | 190  | 285  | 286  |
| Počet domů     | 64   | 65   | 71   | 78   | 86   | 87   | 97   | 73   | 66   | 63   | 65   | 74   | 78   | 96   | 102  |

## Obecní správa a politika
V letech 2010–2012 byl starostou René Remeš, od roku 2012 funkci vykonává Josef Šprencl.

## Pamětihodnosti
- Výklenková kaplička na návrší severovýchodně od vesnice
- Kaple Nanebevzetí Panny Marie umístěna ve středu obce

U obce se nachází koupací biotop a sportovní areál, provoz byl zahájen v červnu 2008.